# Bman Zerowan
Bman Zerowan, pseudónimo de Manuel del Valle Gil (Madrid, 4 de febrero de 1986) es un cantante de reggae español.

## Biografía
Bman Zerowan es el artista que más temas ha publicado a lo largo de la historia del reggae/dancehall en España.[cita requerida]
Lleva más de 18 años escribiendo letras, pero la primera vez que escribió una canción de rap tenía tan solo 10 años, cuando juntó las primeras palabras con instrumentales que se auto-producía con el Hip Hop Dance Machine.
Para Bman la música es algo muy importante, tanto que casi todas las personas que conoce y cosas que le pasan giran en torno a la música.

## Carrera
Las primeras maquetas de Bman son ´´Alkatre: en el punto de encuentro´´, ´´Rastafarian´´en fuckin´ fat Productions junto a artistas como Nasta, Petaka o Zoide. Poco tiempo después comenzó a trabajar junto a Xpediente, Ztereo, Duddy Wallace, Jeke, y artistas que formaban la crew conocida como Jodidos Locos Clan "JL crew" con los que sacó varias maquetas  "Rastafarian","Invictos","Joaking y Fernando",y más tarde "Face to Face".
Simultáneamente colaboraba formando parte de un colectivo conocido como CLUB DES HASCHISCIENS, junto con gente como Ras Jeeru o Efe Navas, haciendo varios directos y grabando más música. Grabó una maqueta con la colaboración de Lenny de Tropical sound ("Bman --Tropical Style") y participó en numerosos DVD´ s y recopilatorios de España "Hip HoP Underground Jóvenes Promesas", "Canal Vibraciones", "Esencia Hip Hop". Varias maquetas después comenzó a grabar con El Meditador en Meditah Home Studio, con el qué llegó a grabar 2 maquetas completas "Reflexión" y "A Big Thing" además de multitud de temas sueltos, dubplates, colaboraciones y demás. Comenzó a llevar de backing en los directos a Mas Jahma Sound, los cuales son a día de hoy su soundsistem oficial en los conciertos. Esos días sirvieron para rodearse de grandes artistas los cuales se convirtieron con el tiempo en hermanos como Tosko, Pertxaman, Fuhfu, Burbu, Meditah, eurovillanos,y muchos más… 
En 2008 Bman estuvo en Cádiz colaborando en las sesiones de Caleta Sound y Chalawa Sound. Continuó grabando en Madrid con El Medita("Trip to Madrid") hasta que poco tiempo después comenzó a trabajar con Tosko, con el que trabaja hoy por hoy en casi todos los aspectos, ya que suelen acompañarse en los directos, Bman graba en TSK Studio, estudio de grabación propiedad de Tosko, en el cual fue grabado su último trabajo "Viaje a Jamaica", y comparten también un colectivo llamado Dremen, formado también por Kelo, Le Flako, Tawas MC, Bitxo Malo, Aciz y el productor 1101vs11, con el cual han sacado ya dos referencias: Dremen Day y Fuck Faith, siendo teloneros de gente como Asian Dub Foundation o Foreign Beggars, en apenas 9 meses de vida del grupo. 
Bman Zerowan ha grabado dubplates para muchísimos sounds en todo el mundo, entre los cuales están MAS JAHMA (MADRID, EUROVILLAS), MY LORD (ISRAEL), CHALAWA (CADIZ-FRANCE), JB SOUND(BELGIUM), JOWEN SELECTAH(SPAIN), DANCEQUEENS(SPAIN), JAHCOMANDO(POLAND)OS KAR SELECTAH&PABLO MC/MUFAYAH(ESTEPONA, SPAIN), LION MOVEMENT(ZCHECK REPUBLIC), CALETA (CADIZ, SPAIN), YOHSAN SELECTAH AND KING POWAH(SPAIN), CHALANERU(SPAIN), EAGLE DJ(SPAIN), SUPAHCANABINHOL(SPAIN), BAD FOUNDATION(SPAIN), BIG BADDA BUM(PORTUGAL), CITY SLANG SOUNDSISTEM(GERMANY), PUM PUM(FRANCE), SELECTAH IN HELICOPTER(VIGO, SPAIN)XTREMAREGGAE(EXTREMADURA, SPAIN)DE EPER SOUND (MALAGA)...También ha compartido escenario con grandes artistas como JULIAN MARLEY, LYRICSON, GENERAL LEVY, FOREING BEGGARS, THE QUEMIST, ASIAN DUB FOUNDATION, RANKING LEVY, CARLTON LIVINGSTON, MURRAY MAN, LEROY ONESTONE, MELLOW MOOD, TRAIN TO ROOTS, WONDA PRINCE... 
Ha actuado a lo largo y ancho de la península,y en varios festivales entre los cuales cabe destacar las dos ediciones celebradas de Rototom Sunsplash en España (año 2010 en Lion Stage y Free Yard, año 2011 en Juanita y Free Yard).

## Discografía
- Mucho Ragga y Pocas nueces (1999-2000)
- Rastafarian (2001)
- 87 Montaditos (2001-2004)
- Blessed (2005)
- B-Styles (2006)
- Tropical Style (2007)
- Trip to Madrid (2009)
- A Big thing (2010)
- Viaje a Jamaica (2011)
- Cartas al que no lo espera  (TSK Studio)(2012)
- El canto del Cisne (2013)
- The Dancing Man On The Volcano (2015)

## Colaboraciones
- Rayden - En alma y hueso - Arjé (2014)
- Jimboman - Tuneshot - Ego contra ego 2014
- Nasta - Ghetto quorum - Desde cero 2013
- Tawas - Au-delá des frontieres (Más allá de las fronteras) - Mauvaises Tempêtes 2013
- El Santo y Tosko - Algo personal - Sigo fiel 2013
- Pipo Ti - Fireinshots - Inna chalice connection - Así de simple 2013
- Asen Selektah - Road To Jaenmaica - Revolution 2013
- Ras Jeeru - Come back - Two Killer Mc´s 2012
- L.E. Flaco - Fabricando mercurio - El mundo gira 2012
- Gastonbeiker - Madreams street album - Fly away 2011
- Dremen - Dremen day - Call up to ma phone 2011
- Dremen - Dremen day - See dem deh 2011
- Dremen - Dremen day - Bon dem 2011
- Mystic Selekta - Amistad riddim - Guideness 2011
- Tosko - Lady vida - Moneyman 2011
- Tosko - Lady vida - Perdieron el control 2011

## Videos
- Zal - Luchadores (con Bman Zerowan) [Producido por Lil Sosa]
- Señor R Ruiseñor y Bman Zerowan - Lo sabes tú 2015
- Bman Zerowan y Zette - Bullshit 2014
- Bman Zerowan - Puedes verme 2013
- Ras Jeeru y Bman Zerowan - Two killer MCs 2012
- Bman Zerowan y Tosko - Nos sienta bien 2012
- Bman Zerowan - Escenario 2012
- Bman Zerowan - Natty dread 2012
- Bman Zerowan - Bon dem (Introduced by Dremen) 2011